# Герб Кадубівців
Герб Кадубівців — офіційний символ села Кадубівці, що виказує культурні та духовні традиції Кадубівців.

## Опис
Основна складова герба це перетятий та напіврозтятий лазуровий іспанський щит. У верхній частині зображено Богородицю в червоному плащі. У лівій нижній частині зображено золотий колодязь. У правій нижній частині — золотий сніп. Щит обрамований декоративним золотим картушем. Зверху увінчаний короною з пшениці.

## Символіка
- Богородиця — покровителька Кадубівців. Зображення взято із статуї Божої Матері Кадубовецької.
- Золотий колодязь — символізує Павушеву криницю. Місце, де почались Кадубівці.
- Золотий сніп — символізує достаток та родючість кадубовецьких земель.

## Історія
Громада мала власну символіку: печатку з зображенням дерев'яного хреста, перед яким стоїть бик (відомі відбитки такої печатки, датовані 1857—1869 рр.).